# سويتو
سويتو هي منطقة سكنية تقع في مدينة جوهانسبرغ بولاية غاوتينغ شرق جنوب أفريقيا، لتحد حزام التعدين المحيط بالمدينة من جهة الجنوب. كانت في الماضي بلدية مستقلَّة إدارياً، قبل دمجها مع بلدية منطقة جوهانسبرغ. تاريخياً، استعمل سكان المنطقة كعبيدٍ لخدمة المستعمرين الأوروبيين في مناجم التعدين القريبة منها، وقد تعرَّض سكانها للتهجير قسرياً في السنوات الأخيرة. شهدت المنطقة ثورةً تعرف بـ«ثورة سويتو» دامت لمدة ستة شهور خلال عام 1976، ونجحت بالامتداد إلى جميع أنحاء جنوب أفريقيا لمناهضة حكم الأقلية البيض للبلاد.

## التاريخ
يتمثَّل تاريخ سويتو بتاريخ البلدات الواقع إلى جنوب غرب مدينة جوهانسبرغ جنوب الأفريقية، والتي اتحدت لاحقاً لتشكِّل هذه المنطقة. بدأت هذه البلدات بالتشكل تاريخياً عندما أخذت سلطات البلاد (التي تحكمها أقلية البيض آنذاك) بطرد السكان الأفارقة من مدينة جوهانسبرغ، فانتقلوا للعيش في هذه المنطقة، حيث استعبدوا للعمل في مناجم الذهب بدءاً من عام 1886. أسكن الأفارقة في أماكن منعزلةٍ على مشارف جوهانسبرغ، لمنعهم من الاختلاط بالبيض، وكانت من هذه الأماكن بلدة «بريكفيلدز»، إلا أنَّ السلطات البريطانية قرَّرت في عام 1904 تهجير السكان الأفارقة والهنود من بريكفيلدز بدورها إلى «مخيم إجلاء» في مزرعة المجارير بـ«كلبسربويت»، والذي يقع خارج حدود جوهانسبرغ الإدارية، وأما تبرير التهجير فقد كان «تفشّي وباء» في المنطقة. وقد حدث نفس التهجير لبلدتين أخريَين حول جوهانسبرغ في عام 1918. ثم جاء دور البلدات الواقعة إلى جنوب غرب المدينة، بدءاً ببمفيل في عام 1934 وأورلاندو في عام 1935.

## المناخ
يظهر الجدول التالي التغييرات المناخية على مدار السنة لسويتو:
| البيانات المناخية لـسويتو                 | البيانات المناخية لـسويتو | البيانات المناخية لـسويتو | البيانات المناخية لـسويتو | البيانات المناخية لـسويتو | البيانات المناخية لـسويتو | البيانات المناخية لـسويتو | البيانات المناخية لـسويتو | البيانات المناخية لـسويتو | البيانات المناخية لـسويتو | البيانات المناخية لـسويتو | البيانات المناخية لـسويتو | البيانات المناخية لـسويتو | البيانات المناخية لـسويتو |
| الشهر                                     | يناير                     | فبراير                    | مارس                      | أبريل                     | مايو                      | يونيو                     | يوليو                     | أغسطس                     | سبتمبر                    | أكتوبر                    | نوفمبر                    | ديسمبر                    | المعدل السنوي             |
| ----------------------------------------- | ------------------------- | ------------------------- | ------------------------- | ------------------------- | ------------------------- | ------------------------- | ------------------------- | ------------------------- | ------------------------- | ------------------------- | ------------------------- | ------------------------- | ------------------------- |
| متوسط درجة الحرارة الكبرى °م (°ف)         | 26.4 (79.5)               | 25.8 (78.4)               | 24.7 (76.5)               | 22.1 (71.8)               | 19.6 (67.3)               | 16.9 (62.4)               | 17.3 (63.1)               | 20.3 (68.5)               | 23.4 (74.1)               | 25 (77)                   | 25.3 (77.5)               | 26.1 (79.0)               | 22.7 (72.9)               |
| المتوسط اليومي °م (°ف)                    | 20.4 (68.7)               | 19.8 (67.6)               | 18.5 (65.3)               | 15.5 (59.9)               | 12.1 (53.8)               | 9 (48)                    | 9.2 (48.6)                | 12.1 (53.8)               | 15.7 (60.3)               | 18 (64)                   | 19 (66)                   | 19.9 (67.8)               | 15.8 (60.3)               |
| متوسط درجة الحرارة الصغرى °م (°ف)         | 14.4 (57.9)               | 13.9 (57.0)               | 12.3 (54.1)               | 8.9 (48.0)                | 4.6 (40.3)                | 1.2 (34.2)                | 1.2 (34.2)                | 4 (39)                    | 8 (46)                    | 11 (52)                   | 12.7 (54.9)               | 13.7 (56.7)               | 8.8 (47.9)                |
| الهطول مم (إنش)                           | 136 (5.4)                 | 101 (4.0)                 | 84 (3.3)                  | 63 (2.5)                  | 20 (0.8)                  | 8 (0.3)                   | 7 (0.3)                   | 7 (0.3)                   | 24 (0.9)                  | 73 (2.9)                  | 112 (4.4)                 | 115 (4.5)                 | 750 (29.6)                |
| المصدر: Climate-Data.org, altitude: 1667m |                           |                           |                           |                           |                           |                           |                           |                           |                           |                           |                           |                           |                           |

## أعلام
- سولومون ليندا
- لوكاس راديبي
- سيفيوي تشابالالا
- سيريل رامافوزا
- تيكو موديسي